# ARM Cortex-A
Az ARM Cortex-A az ARM Holdings által licencelt 32 bites RISC ARM processzormagok csoportjának összefoglaló jelölése. A magokat egyéb alkalmazásokban való gyakorlati felhasználás céljára tervezték. A következő típusok tartoznak ide: ARM Cortex-A5, ARM Cortex-A7, ARM Cortex-A8, ARM Cortex-A9, ARM Cortex-A12, ARM Cortex-A15, ARM Cortex-A17 MPCore.

## Áttekintés
| 32 bites | 32 bites   |
| Év       | Mag        |
| -------- | ---------- |
| 2005     | Cortex-A8  |
| 2007     | Cortex-A9  |
| 2009     | Cortex-A5  |
| 2010     | Cortex-A15 |
| 2011     | Cortex-A7  |
| 2013     | Cortex-A12 |
| 2014     | Cortex-A17 |
| 2016     | Cortex-A32 |

| 32/64 bites | 32/64 bites         |
| Év          | Mag                 |
| ----------- | ------------------- |
| 2012        | Cortex-A53          |
| 2012        | Cortex-A57          |
| 2015        | Cortex-A35          |
| 2015        | Cortex-A72          |
| 2016        | Cortex-A73          |
| 2017        | Cortex-A55          |
| 2017        | Cortex-A75          |
| 2018        | Cortex-A76          |
| 2019        | Cortex-A77          |
| 2020        | Cortex-A78          |
| 2021        | Cortex-A710         |
| 2022        | Cortex-A510 Refresh |

| 64 bites | 64 bites    |
| Év       | Mag         |
| -------- | ----------- |
| 2016     | Cortex-A34  |
| 2018     | Cortex-A65  |
| 2021     | Cortex-A510 |
| 2022     | Cortex-A715 |

### ARM licenc
Az ARM Holdings nem gyárt és nem is forgalmaz saját tervezésű CPU eszközöket, hanem ehelyett processzor-architektúrákat licencel az érdekelt feleknek. Az ARM a licencfeltételek széles skáláját kínálja, amelyek változatos költség- és mennyiségi igényekhez alkalmazhatók. Minden licencszerződéshez az ARM átadja a kiválasztott ARM mag integrálható hardverleírását valamint a teljes szoftverfejlesztési eszközkészletet, és biztosítja, hogy a gyártónak jogában áll a kereskedelemben forgalmazni a legyártott, ARM processzort tartalmazó integrált áramkört.

### Hardvermódosítás
Az integrált készülékgyártók (IDM) az ARM processzor szellemi tulajdonát (IP) szintetizálható RTL leírás formájában kapják meg, Verilog hardverleíró nyelven. Ebben a formában megvan a lehetőségük, hogy architekturális szintű optimalizálásokat és kiterjesztéseket végezzenek a tervekben. Ez lehetővé teszi a gyártóknak egyedi tervezési célok megvalósítását, mint például magasabb órajel, nagyon alacsony fogyasztás, utasításkészlet-kiterjesztések, méretbeli optimalizálás, hibakeresési támogatás, stb. A gyártók ezt a lehetőséget előszeretettel alkalmazzák is, és az elkészült módosításokat és alkalmazott komponenseket gyakran csak a gyártó dokumentációjából lehet azonosítani.

### Utasításkészletek
A Cortex-A5 / A7 / A8 / A9 / A12 / A15 / A17 magok az ARMv7-A architektúrát implementálják.

## Dokumentáció
Az ARM processzorokat hatalmas mennyiségű dokumentáció támogatja. A tervező és a gyártók a dokumentációt hierarchikus rendbe szervezték, amelyben a marketing céljait szolgáló bemutató diáktól kezdve a gyártók számára szolgáló igen részletes leírásokig fokozatosan egyre részletesebb információkat tartalmazó csoportokba osztják azt. A dokumentáció forrása elsősorban az ARM Holdings, ehhez járul a különböző gyártóktól származó, gyakran specifikus anyag. Ezt a szerkezetet dokumentációs fának nevezték el.
Dokumentációs fa (fentről lefelé)
1. IC gyártó marketing diák,
2. IC gyártó adatlapok,
3. IC gyártó referencia-kézikönyvek,
4. ARM mag referencia-kézikönyvek,
5. ARM architektúra referencia-kézikönyvek.[1]

Az IC gyártók kiegészítő dokumentációt is biztosíthatnak, pl. próbapanelek felhasználói kézikönyvei, alkalmazási feljegyzések, bevezető információk a fejlesztőszoftverhez, szoftverkönyvtár dokumentumok, hibajegyzékek és egyebek.

## Fordítás
Ez a szócikk részben vagy egészben  az   ARM Cortex-A című angol Wikipédia-szócikk ezen változatának fordításán alapul.  Az eredeti cikk szerkesztőit annak laptörténete sorolja fel. Ez a jelzés csupán a megfogalmazás eredetét és a szerzői jogokat jelzi, nem szolgál a cikkben szereplő információk forrásmegjelöléseként.